# A hét szamuráj
A hét szamuráj (七人の侍; Sicsinin no szamurai) 1954-ben bemutatott japán, fekete-fehér film.  Rendezője  Kuroszava Akira.  
Kuroszavát John Ford westernfilmjei ihlették meg, és merészen eltávolodott a dzsidai-geki, a régi korokban játszódó filmek műfajának szigorúbb hagyományaitól. A feudális Japán zűrzavaros időszakában, a hadakozó fejedelemségek korában játszódó film bővelkedik nagyszerű akciójelenetekben, társadalmi drámában, humorban.

## Cselekmény
A 16. századi Japánban, egy szegény eldugott kis falu lakosai teljesen ki vannak szolgáltatva a banditáknak, akik minden évben visszatérnek, hogy kirabolják a falut. A parasztok a védelmük érdekében vándorló, kóbor szamurájokat hívnak magukhoz. Mivel pénzt nem, csak rizst tudnak a szolgáltatásért felajánlani, ezért csak nehezen találnak rá Kambeire, aki arra esküdött fel, hogy akkor is jót cselekszik, ha semmit nem kap cserébe. Ez a hős figura gyűjti össze azt a hat harcost, aki hajlandó csupán csak élelemért harcolni. A szamurájok megerősítik a falu védelmét és felkészítik a parasztokat a harcra.

## Szereplők

### A hét szamuráj
- Simada Kambei (岛田勘) (Simura Takasi) – A szamurájok vezetője. Bölcs, de a háborúktól megfáradt katona.
- Okamoto Kacusiró  (冈本胜) (Kimura Iszao) – Egy fiatal, arisztokrata családból származó szamuráj, aki tanítót keres és Kambeiben látja meg azt. Természetesen csatlakozik a csoporthoz.
- Katajama Goróbei  (片山五郎) (Inaba Josio) – Képzett íjász. Kambei jobb keze. Segít kidolgozni a falu megvédésének tervét.
- Sicsiródzsi (七郎次) (Kató Daiszuke) – Korábbi csatákban Kambei helyettese volt. Véletlenül találkoznak a városban és Kambei rábeszéli, hogy csatlakozzon.
- Hajasida Heihacsi  (林田平) (Csiaki Minoru) – Egy kedves, kevésbé képzett harcos. Őt Goróbei szervezi be.
- Kjúzó (久蔵) (Mijagucsi Szeidzsi) – Komoly, kőarcú szamuráj, roppant képzett kardforgató. Talán ő a legtehetségesebb hetük közül. Kacusiró a példaképének tekinti.
- Kikucsijo (菊千代) (Mifune Tosiró) – Valójában nem szamuráj, de tetteivel bizonyítja, hogy nem marad el tőlük. Eleven és temperamentumos. Teljesen azonosul a falu érdekeivel és annak sajnálatos helyzetével.

### A falusiak
- Giszaku (儀作) (Kodo Kokuten) – Molnár, a falu pátriárkája. A nevén nem nagyon szólítják, leginkább "Nagyapó"-nak nevezik. Az ő ötlete a szamurájok felbérlése.
- Johei (与平) (Hidari Bokuzen) - Félénk öregember.
- Manzó (万造) (Fudzsivara Kamatari) – Rizstermelő, aki attól tart, hogy lánya ártatlanságára veszélyesek a szamurájok.
- Sino (志乃) (Cusima Keiko) – Manzó lánya. Apja fiúnak öltöztetve rejtegeti, de Kacusiró rátalál, és beleszeret Kacusiróba.
- Rikicsi (利吉) (Cucsija Josio) – Forrófejű és viszonylag fiatal férfi, aki egy fájdalmas titkot hordoz a feleségével kapcsolatban.

## Feldolgozások
John Sturges A hét mesterlövész (1960) címmel készítette el a történet westernfilmes átdolgozását. A Star Wars: A klónok háborúja televíziós sorozat Fejvadászok (2010) című epizódja is Kuroszava filmjének cselekményén alapszik.
2004-ben a Gonzo animestúdió 26 részes anime-sorozatot készített a történetből Samurai 7 címmel. Magyarországon A 7 szamuráj címen sugározták.

## Díjak, jelölések
- Oscar-díj (1957)
  - jelölés: legjobb látványtervezés, fekete-fehér (Macujama Takasi)
  - jelölés: legjobb kosztüm (Ezaki Kóhej)
- BAFTA-díj (1956)
  - jelölés: legjobb film
  - jelölés: legjobb külföldi színész (Mifune Tosiró)
  - jelölés: legjobb külföldi színész (Simura Takasi)
- Jussi-díj (1959)
  - díj: legjobb külföldi színész (Simura Takasi)
  - díj: legjobb külföldi rendező (Kuroszava Akira)
- Mainichi Film Concours (1955)
  - díj: legjobb mellékszereplő (Mijagucsi Szeidzsi)
- Velencei Nemzetközi Filmfesztivál (1954)
  - díj: Ezüst Oroszlán (Kuroszava Akira)
  - jelölés: Arany Oroszlán (Kuroszava Akira)
- Satellite Award (2006)
  - jelölés: legjobb DVD